# Location Free
O Sony LocationFree Player é um aparelho multifunctional usado para compartilhar o conteúdo de televisão ao vivo (incluindo Digital, Cabo e Satelite), DVDs e DVR numa rede Wi-FI local ou pela Internet. Foi anunciado pela Sony no começo de 2004 e trazido até nós no fim desse mesmo ano.
Ele funciona do seguinte modo: em sua casa, você liga um ou mais componentes A/V, como televisão, DVD player ou DVR, e um modem de Internet ao LocationFree Player. Após ter feito isso, ligue um aparelho com conexão Wi-Fi em um hotspot. Acesse o LocationFree Player, através de um programa específico, para assistir ao conteúdo disponível pelos dispositivos A/V.
Pode ser utilizado para assistir Televisão no Notebook ou então através do PSP.